# Box of Tricks
Box of Tricks är en samlingsbox av det brittiska rockbandet Queen, utgiven i Storbritannien 1992.

## Innehåll
- The 12" Collection
- PAL-videoband av Queen - Live at the Rainbow
- Affisch med singel- och albumomslag
- Queen-tygmärke
- Queen-pin i metall
- Fotobok, 32 sidor
- Queen-T-shirt